# Aerobní
Aerobní proces nebo prostředí je takové, ve kterém je dostatečné množství molekulárního kyslíku (O2). Množství kyslíku hodnotíme především dle potřeb mikroorganizmů, které v daném prostředí žijí. Opakem aerobního prostředí je prostředí anaerobní, kde není přítomen molekulární kyslík (O2), nebo jen ve velmi malých koncentracích. Optimální aerobní podmínky jsou při koncentraci kyslíku ve volné atmosféře sledovaného prostředí (např. kompost) nad 14 % objemových. Dostatečné aerobní podmínky pro většinu mikroorganizmů jsou ještě při koncentracích do 3 % O2, při dalším poklesu nastává přechod k anaerobnímu prostředí. V případě, že ve sledovaném prostředí kyslík prakticky není, mluvíme o striktně anaerobním prostředí.